# Forshuvudtjärnen (Björna socken, Ångermanland)
Forshuvudtjärnen är en sjö i Örnsköldsviks kommun i Ångermanland och ingår i Gideälvens huvudavrinningsområde.